# Lajedão

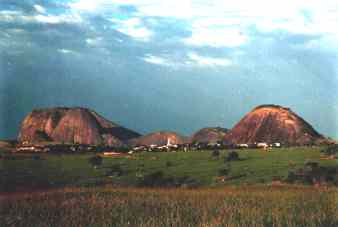

Lajedão ist eine brasilianische Gemeinde im Bundesstaat Bahia.

## Lage
Entfernung von Salvador, der Hauptstadt Bahias: 974 km. Lajedão liegt an der BA-996.

## Bevölkerung
3758 Einwohner – Größe: 610 km² – Durchschnittstemperatur: 22,5 °C

## Geschichte
Die ersten Einwohner Lajedãos waren die „Nanuques Indios“. Die ersten Kolonialisten kamen erst im 20. Jahrhundert in den Ort. Durch landwirtschaftliche Entwicklung und Rodung von Tropenholz entstand ein Ort namens Sitio Pedra da Floresta. Aufgrund eines nahegelegenen Felsen wurde der Ort dann aber in das heutige Lajedao umbenannt. Lajedão wurde 1962 zur eigenständigen Stadt ernannt. Seitdem ist die Landwirtschaft und die Rinderzucht die Haupteinnahmequelle der Stadt. Es gibt keine Industrie und die landwirtschaftlichen Erträge sind abhängig vom Wetter und von marktpolitischen Entwicklungen.